# Смугул
Сму́гул (лезг. Смуьгъуьл) — село в Ахтынском районе Дагестана. Административный центр сельского поселения Смугульский сельсовет.

## География
Смугул расположен в центральной части Ахтынского района, на правом берегу реки Ахтычай, на трассе «Ахты-Хнов», в 12 км от райцентра Ахты. Ближайшие населённые пункты: Миджах, Курукал, Ахты, Фий, Хнов. Площадь села составляет 3400 Га. В селе имеется мечеть, школа. Кварталы села (на лезг. языке): Аспӏашар, Кӏепӏер, Къантасар. Близ села расположены урочища: Чанах, Фечӏер ятах, Кӏвар сув, Талук, Ягъар, Суван пад, Ярусув, Бугъаз кӏаш, Вине чӏур, Микьий, Кӏветӏер.

## История
Точная дата основания села неизвестна. Предполагается, что село основано примерно в XIII веке. С начала XVII века до 1839 года село входит в Ахтыпаринское вольное обществе в составе союза сельских общин «Ахтыпара-1».
В 1735—1736 гг. в Смугуле построена мечеть. На стене мечети имеется текст на арабском:

Отремонтировали эту благословенную мечеть справедливые и благодетельные люди общины Смугула в год, когда Сурхай-хан и Умма-хан пришли в Кубу и сожгли селения и разрушили селение Мискинджа. А стены возвели мастера из селения Хрюг в дату по хиджре пророка, — да благословит его Аллах и приветствует! — тысяча сто девяносто седьмой год, а по математическому счету — согласно этим цифрам: 1197. Написал Мухаммадали, а мечеть построили Муса, Раджаб и Рамазан.

Исходя из анализа описанных в тексте событий, мечеть была отремонтирована в 1782 году.
В 1796 году воины из Ахтыпары, в состав которой входил и Смугул, принимали участие в сражении войск казикумухского хана Сурхай-хана II c русскими войсками генерала Булгакова у селения Алпан близ Кубы, где был убит, в частности, учёный мулла Юсуф из Смугула. О мученической смерти муллы Юсуфа сообщает арабская эпитафия на его пире в Смугуле.
В 1839 году Смугул вместе со всей Самурской долиной входит в состав Российской империи. Так, в составе империи Смугул относился к Ахтыпаринскому наибству Самурского округа, входившего в состав Дагестанской области. Гусейн-бек Смугульский (1849—1929) в переписных книгах 1886 года значится прапорщиком милиции Ахтыпаринского наибства. Затем он получил звание и печать бека Смугульского сельского общества, работал беком в Рутульском участке и ротмистром в Ахтынской крепости.
В 1907 году община Смугула имела поголовье овец и коз общей численностью в 20 тысяч голов.

## Население
| 1895 | 1926 | 1939 | 1959 | 1970 | 1989 | 2002 |
| ---- | ---- | ---- | ---- | ---- | ---- | ---- |
| 742  | ↘353 | ↘159 | ↗207 | ↗429 | ↘407 | ↗718 |
| 2010 | 2021 |      |      |      |      |      |
| ↘538 | ↗594 |      |      |      |      |      |

По национальности лезгины. По вероисповеданию мусульмане-сунниты. В 1869 году в селе проживало 520 человек, из них мужчин — 267, женщин — 253. Село состояло из 89 дворов. В 1886 году в селе проживало 526 человек. Население делится на родовые патронимы — сихилы: Ягьмедабур, Кевисар, Кӏепӏер. (на лезг. языке). Часть жителей живёт в равнинном Куруше в Хасавюртовском районе.